# Рудня (Починковский район)
 Ру́дня— деревня в Смоленской области России, в Починковском районе. Население — 4 жителя (2007 год). Расположена в центральной части области в 5,5 км к юго-востоку от Починка, в 2 км к северу от станции Энгельгардтовская на железнодорожной линии Смоленск — Рославль, на берегу реки Хмара. Входит в состав Ленинского сельского поселения.

## История
В прошлом небольшие железнорудные предприятия назывались Руднями. По всей видимости, здесь выплавлялось железо из добываемой болотной руды, откуда и пошло название деревни.
Рядом с деревней располагался военный аэродром, с которого совершил последний вылет экипаж Героя Советского Союза капитана Гастелло, Николая Францевица. 
Экипаж командира 2-й эскадрильи 207-го дальнебомбардировочного авиационного полка 42-й дальнебомбардировочной авиационной дивизии 3-го дальнебомбардировочного авиационного корпуса Дальнебомбардировочной авиации ВВС РККА  под командованием капитана Н. Ф. Гастелло в составе лейтенанта А. А. Бурденюка, лейтенанта Г. Н. Скоробогатого и старшего сержанта А. А. Калинина на самолёте ДБ-3ф вылетел для нанесения бомбового удара по германской механизированной колонне на дороге Молодечно — Радошковичи в составе звена из двух бомбардировщиков. Огнём зенитной артиллерии противника самолёт Гастелло был подбит. Вражеский снаряд повредил топливный бак, что вызвало пожар на борту, и Гастелло совершил огненный таран — направил горящую машину на механизированную колонну врага. Все члены экипажа погибли. Экипаж Гастелло был интернациональным: Бурденюк — украинец, Калинин — ненец, Скоробогатый — русский, сам Гастелло — белорус.

## Экономика
Асфальтобетонный завод.
Песчаногравийный карьер.

## Достопримечательности
- Памятники археологии: городище на правом берегу реки Хмара, городище на берегу реки Стометь.